# Hospices de Nuits-Saint-Georges
Les Hospices de Nuits-Saint-Georges sont un hôpital et une maison de retraite, anciennement Hôtel-Dieu et Hospices, de style baroque du XVIIe siècle, à Nuits-Saint-Georges en Côte-d'Or, en Bourgogne-Franche-Comté. Placées sous le vocable de saint Georges, saint patron de la chevalerie, de Nuits-Saint-Georges, et de la Bourgogne, à l'image du célèbre domaine viticole des Hospices de Beaune et des Hospices de Dijon voisins, ils sont connus pour leur domaine viticole bourguignon de prestige, dont la production est vendue depuis 62 ans aux enchères, pour participer au financement de son fonctionnement, sous le nom de vente des hospices de Nuits-Saint-Georges.

## Historique

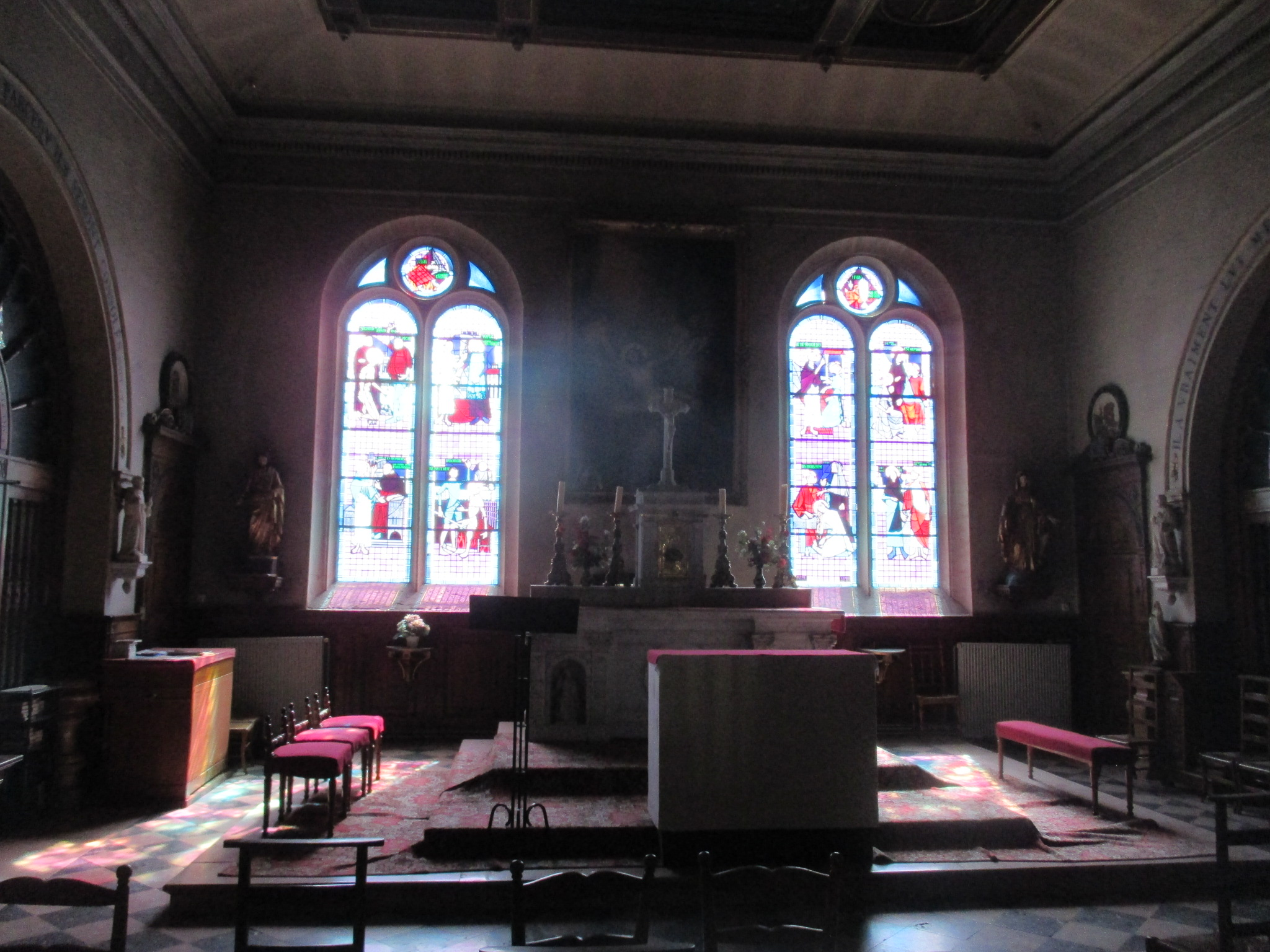
Chapelle des hospices

Originellement fondés en 1270, l'histoire des Hospices de Nuits a suivi celle des ducs de Bourgogne, depuis Robert II et Hugues IV. Ceux-ci, proches des capétiens par leurs fonctions et leurs alliances, favorisèrent le développement des Hospices de Nuits. 
Délaissés par les grands ducs de Bourgogne, partiellement détruits comme l'ancienne maladrerie du clos Faubourg de Beaune par les guerres civiles, et guerres de religion, il faudra attendre 1633 pour retrouver une volonté de redéveloppement, avec l'achat d'une maison au bord du Meuzin. 
En 1633, c'est Guillaume Labye, procureur du Roy Louis XIII (dont une cuvée des hospices porte le nom) qui procède à cette première étape. Preuve de l'intérêt du pouvoir royal, Louis XIV nomme en 1681 duc de Bourgogne son petit-fils, futur père de Louis XV. 
En 1692, l’hôpital moderne est construit  à l'initiative d'Antide Midan, prêtre mépartiste de l'église Saint-Symphorien de Nuits-Saint-Georges (une cuvée des hospices porte également son nom). Il est tenu par les Sœurs Hospitalières. 
En 1694 le roi Louis XIV fait rattacher les domaines des léproseries et maladreries de Sainte-Madeleine de Nuits-Saint-Georges, Saint-Bernard de Premeaux-Prissey, Sainte-Madeleine d'Argilly et Saint-Denis de Meuilley, améliorant ainsi l'autonomie financière de l'établissement.
En 1832 établissement est embelli à l'initiative de Mère Arnoux, mère supérieur des lieux. En 1870 les sœurs hospitalières sont décorées de la médaille militaire de la Légion d'Honneur, pour service exceptionnel rendu à l'armée française lors de la bataille de Nuits de la Guerre franco-allemande de 1870.
L’hôpital s'agrandit avec la salle Saint-Joseph en 1842, la chapelle en 1844, le pavillon Laennec pour les maladies respiratoires en 1934, une section hospice en 1961, une servie médecine en 1975, une nouvelle maison de retraite de 64 chambres en 1995, un service de soin à domicile en 1998...
L'hôpital est inscrit au titre des monuments historiques par arrêté du 26 août 2015. L'apothicairerie et le laboratoire sont classés deux ans plus tard, par l'arrêté du 8 novembre 2017.

## Vignoble et vente de charité
Le domaine viticole des Hospices de Nuits-St-Georges, issu de dons historiques de charité, s'étend sur 12,5 hectares, avec 11 appellations de prestige (neuf premier cru (Bourgogne), et deux appellation communale (Bourgogne)), réparties sur les communes viticoles voisines de Nuits-Saint-Georges, Gevrey-Chambertin et Premeaux-Prissey. Les hospices disposent d'une cuverie de 1 250 m2 sur deux niveaux, avec 33 cuves modernes, et emploient environ quatre employés à plein temps, et de nombreux saisonniers.

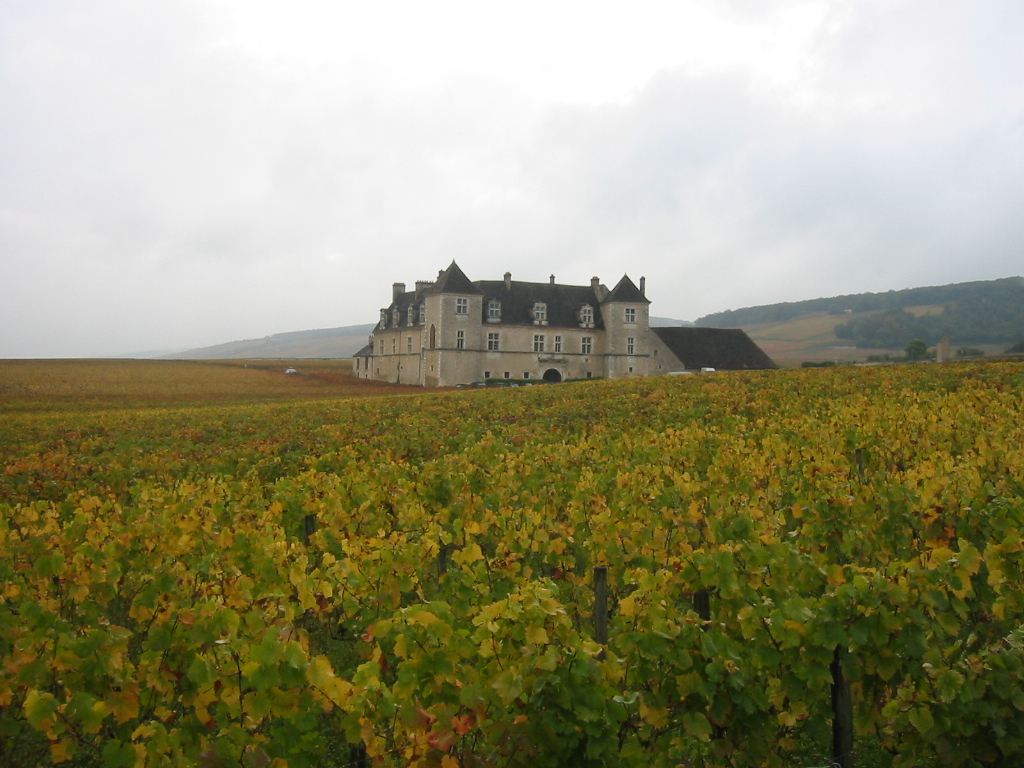
Château du Clos de Vougeot
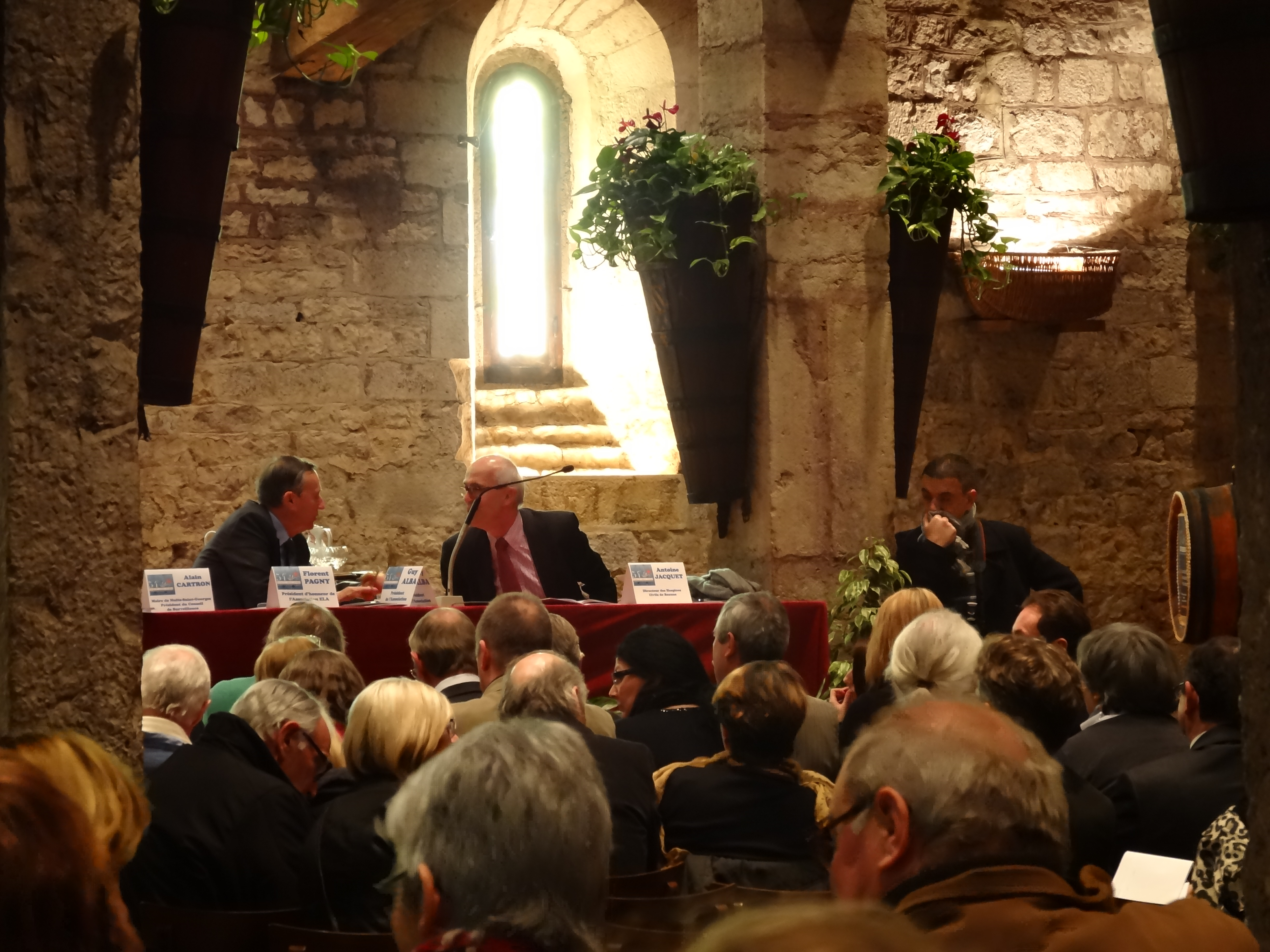
Vente des hospices de Nuits-Saint-Georges, au château du Clos de Vougeot
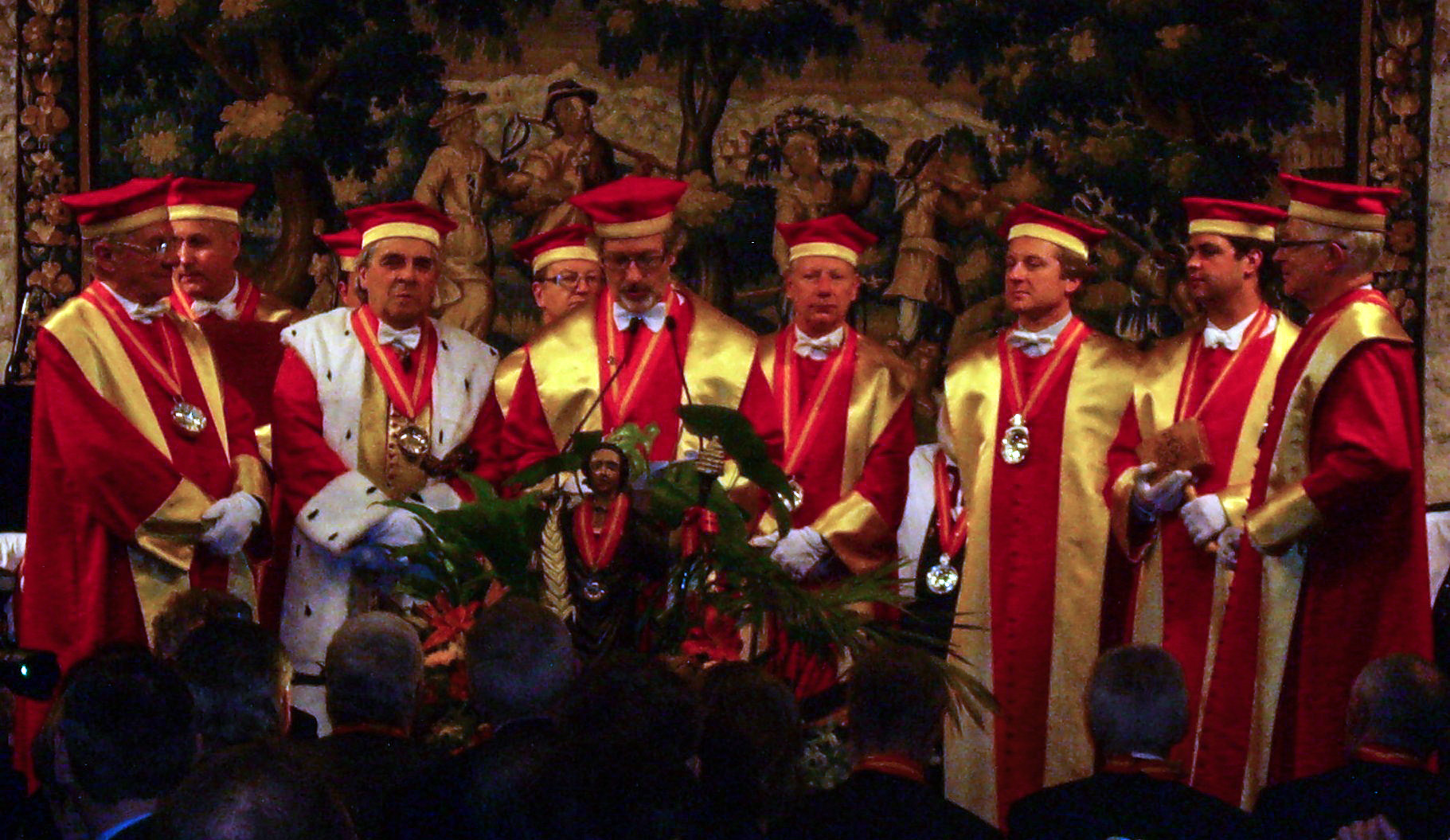
Confrérie des chevaliers du Tastevin
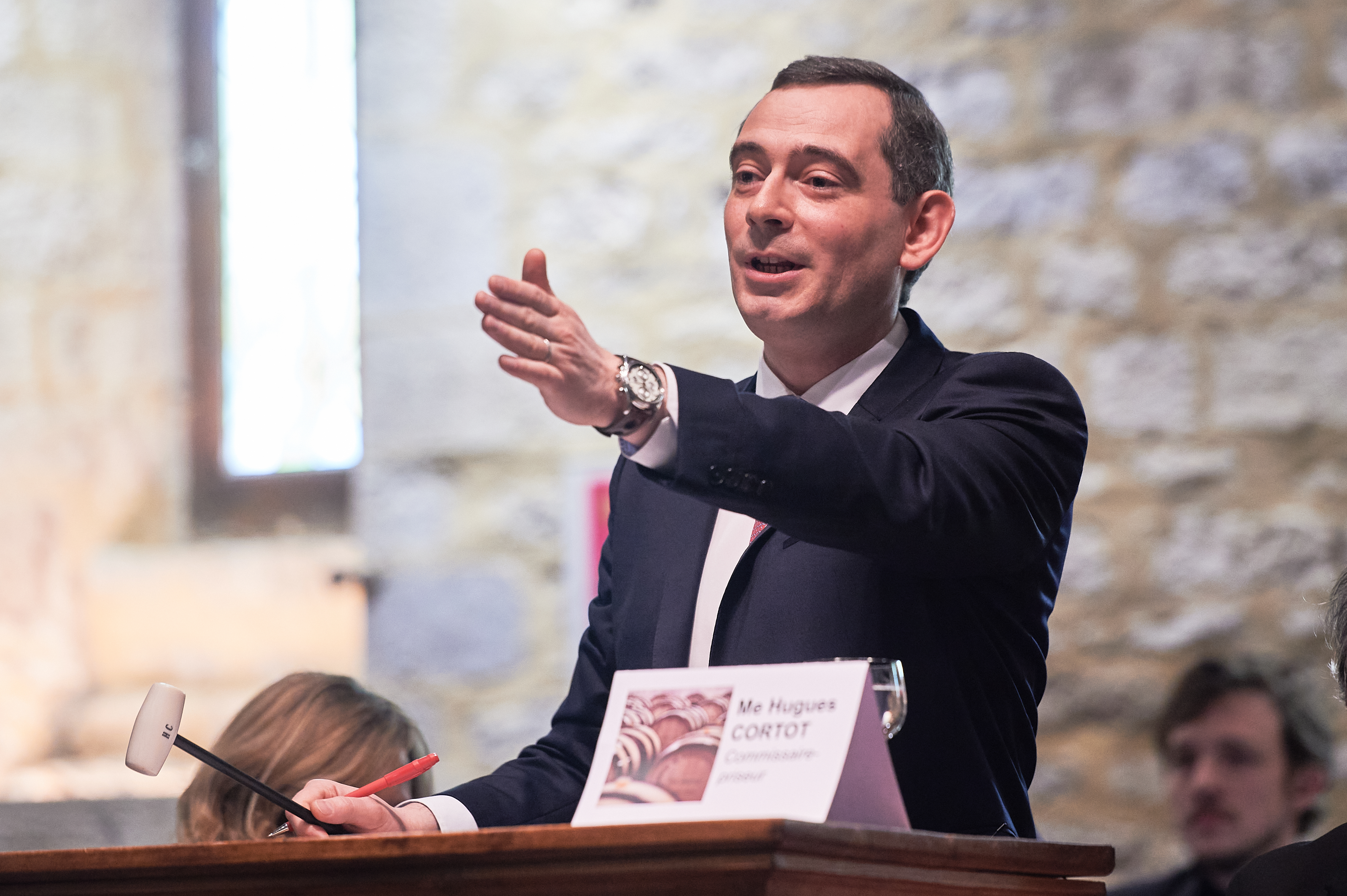

La vente des vins des hospices de Nuits-Saint-Georges a lieu tous les ans durant le week-end de la 2e quinzaine de mars, avec en moyenne 140 pièces de vin (140 tonneaux de 228 litres) vendues aux enchères à la bougie jusqu'en 2019. La vente, et un repas de prestige sont assurées par la Confrérie des chevaliers du Tastevin au château du Clos de Vougeot.
La vente comporte quatre cuvées  "villages", issues de deux parcelles de Nuits-Saint-Georges chacune, une cuvée de premier cru blanc, neuf premiers crus répartis en 13 cuvées, les premiers crus Les Didiers (Monopole) et les Saint-Georges proposant chacun trois cuvées différentes. 
La pièce charité est offerte à la souscription, par bouteille, à prix fixe. Elle est composée d'un assemblage des neuf premiers crus du domaine, vendangés et vinifiés ensemble, puis élevés et mis en bouteille par le domaine lui-même.

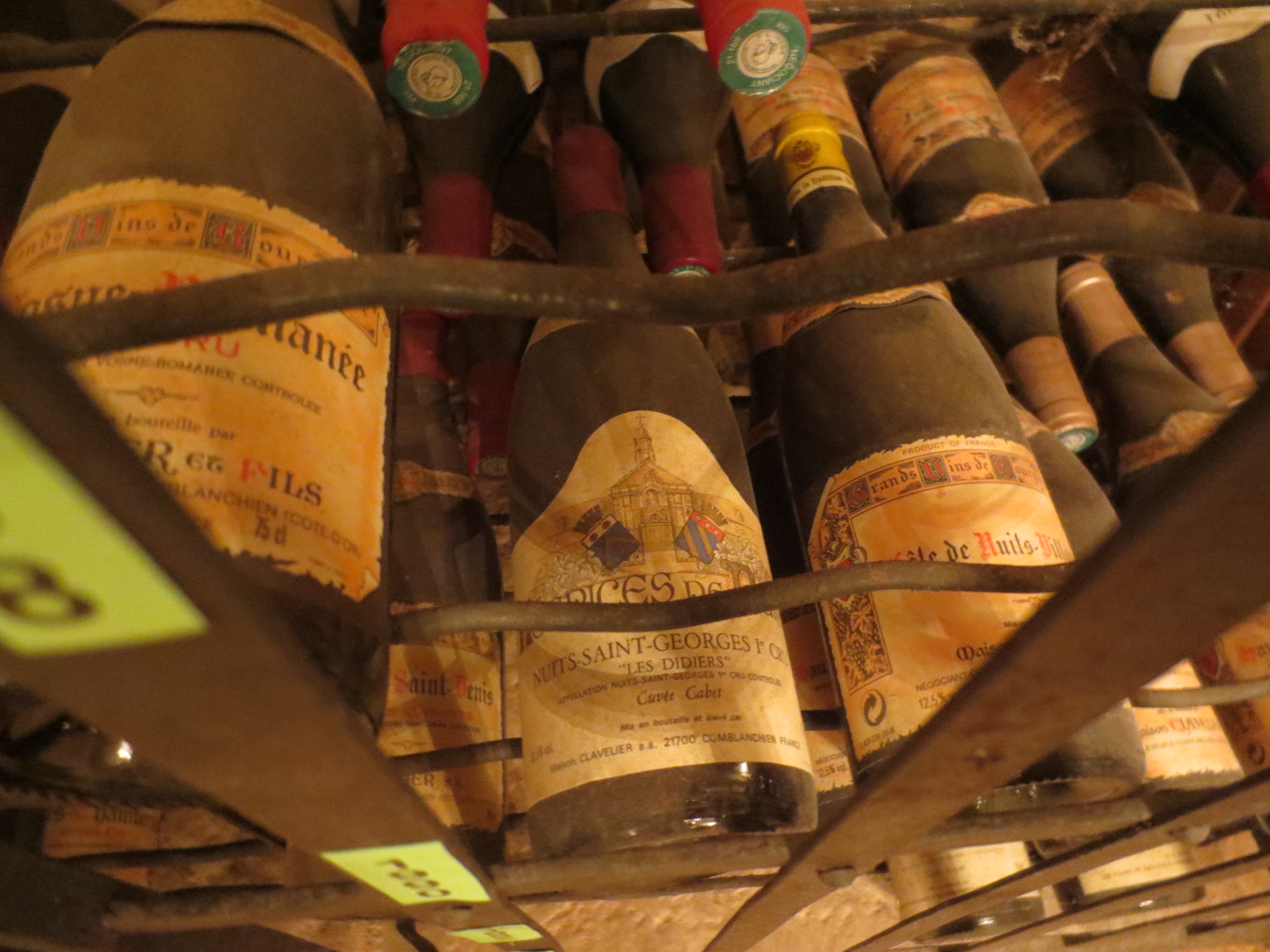
Cuvée les Didiers Paul Cabet
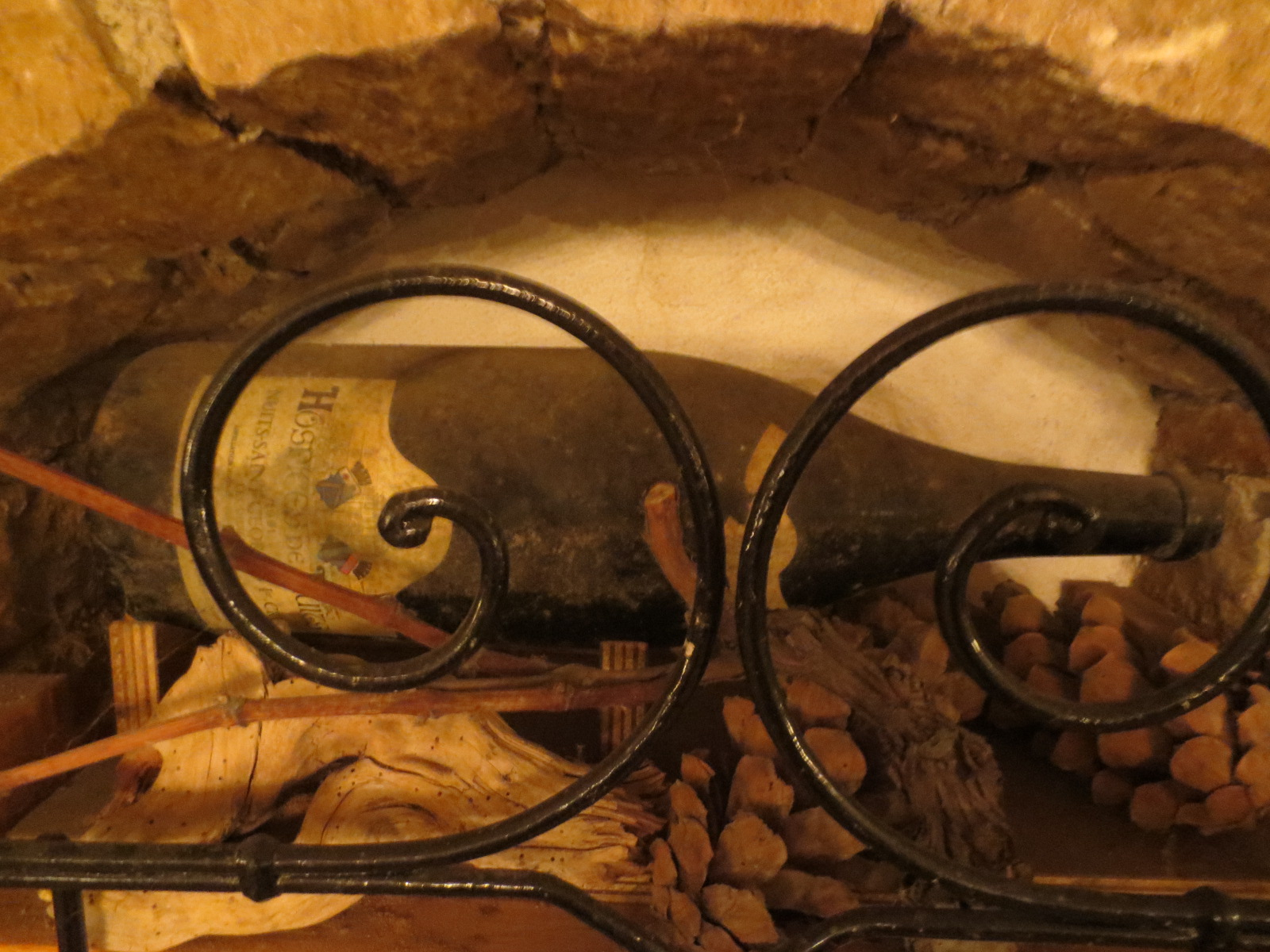
Vieux millésime de très longue garde
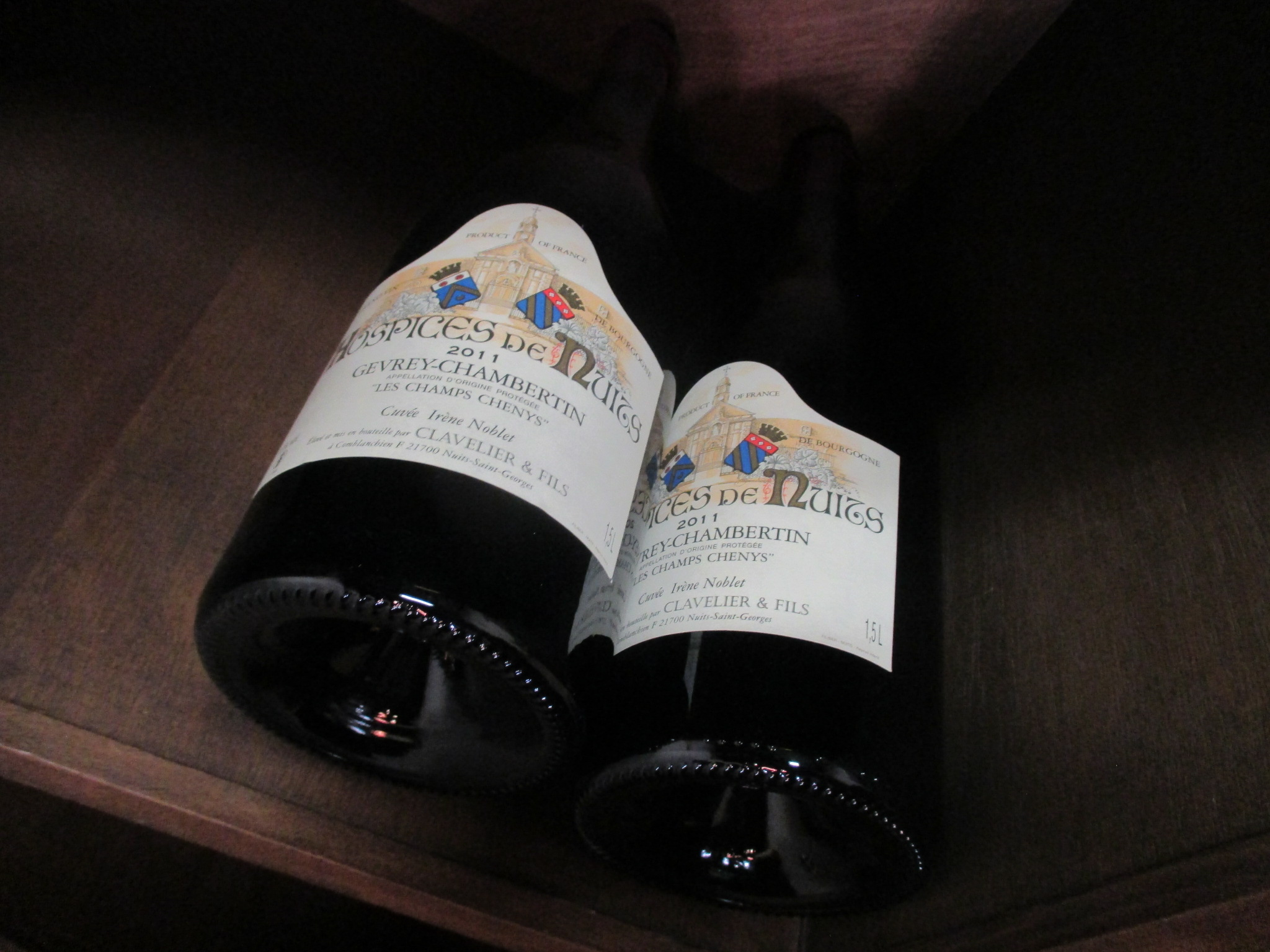
Cuvée Irène Noblet
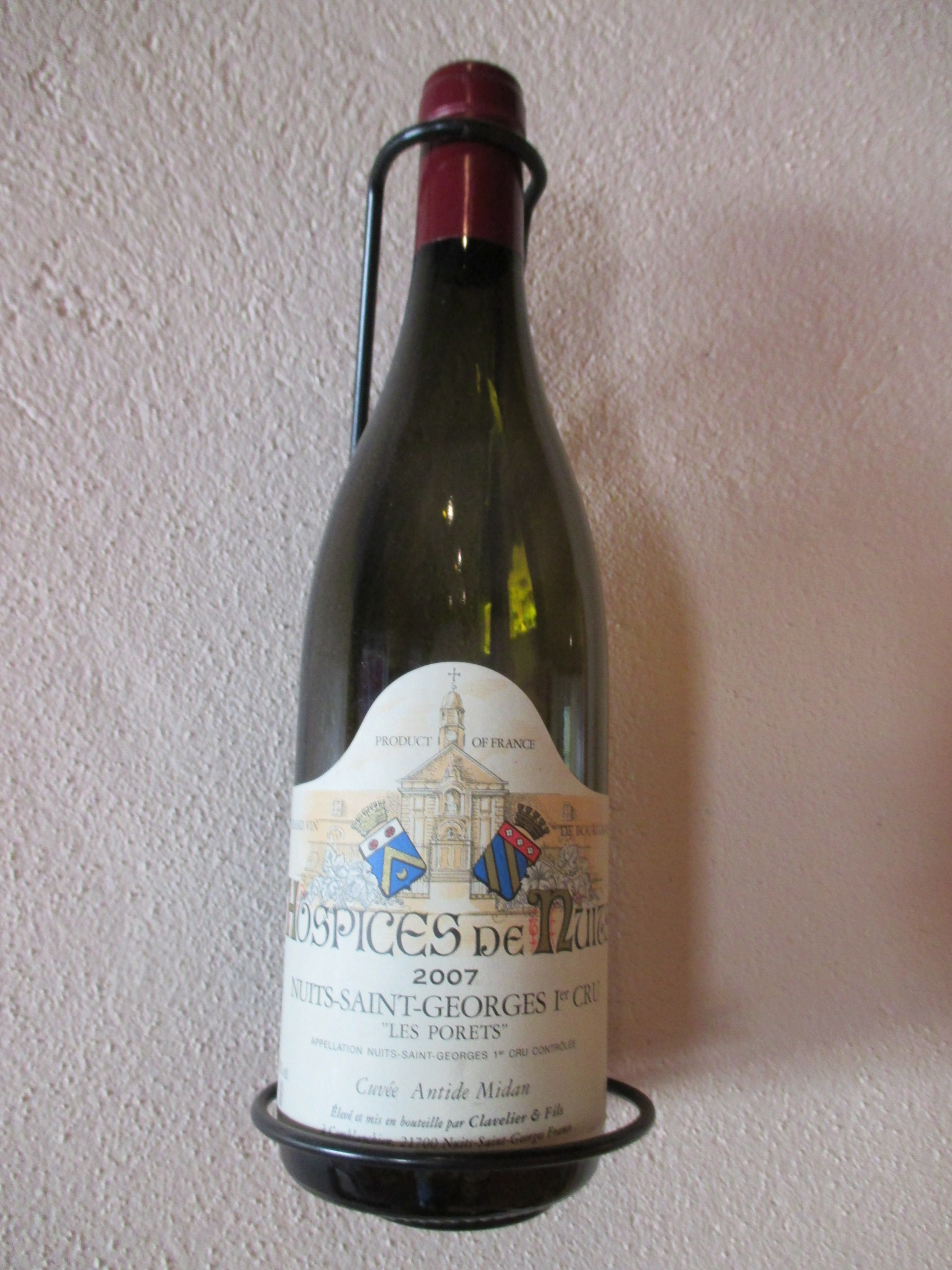
Cuvée Antide Midan
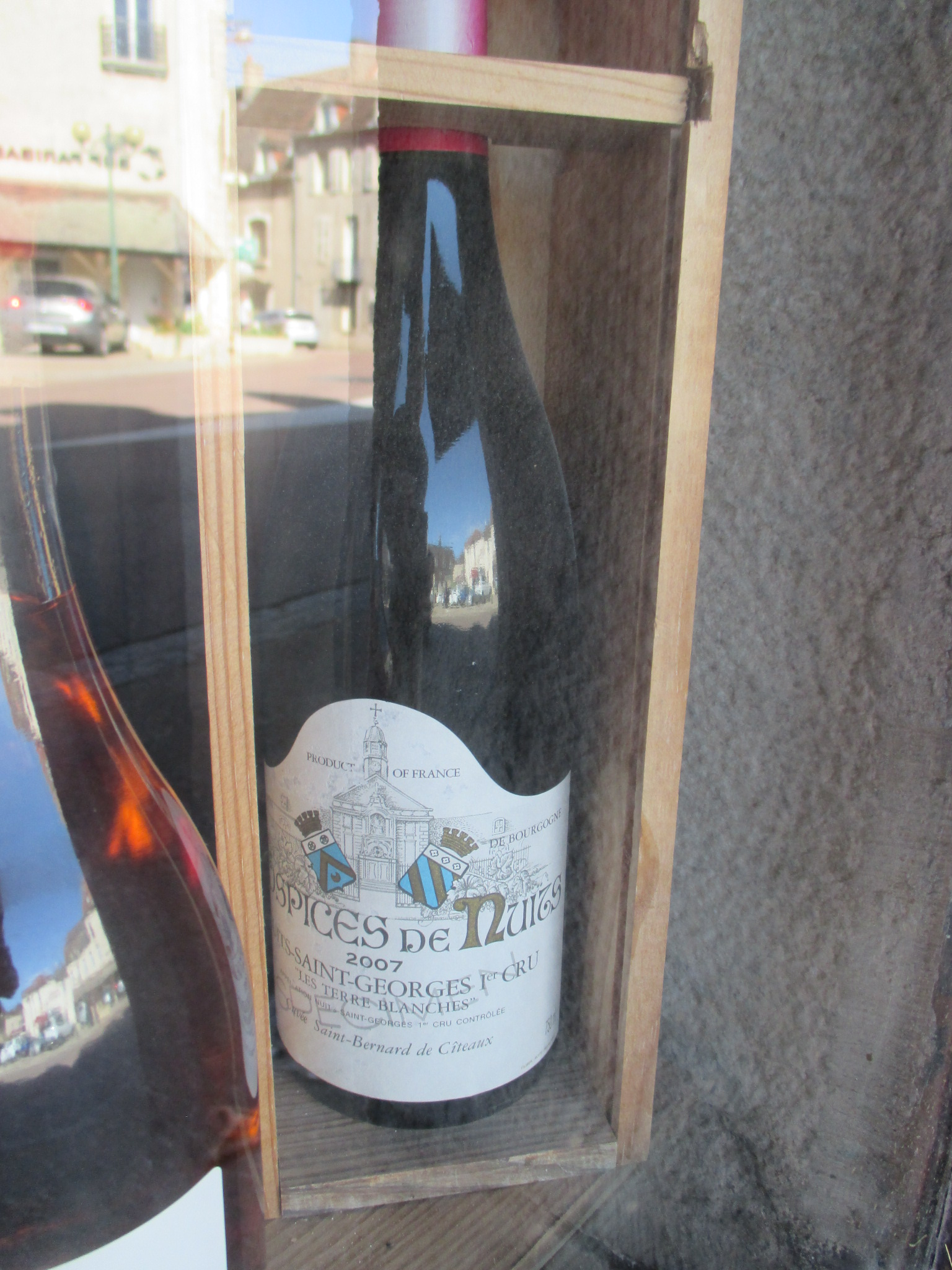
Cuvée Saint Bernard de Cîteaux